# 발트해 국가 이사회

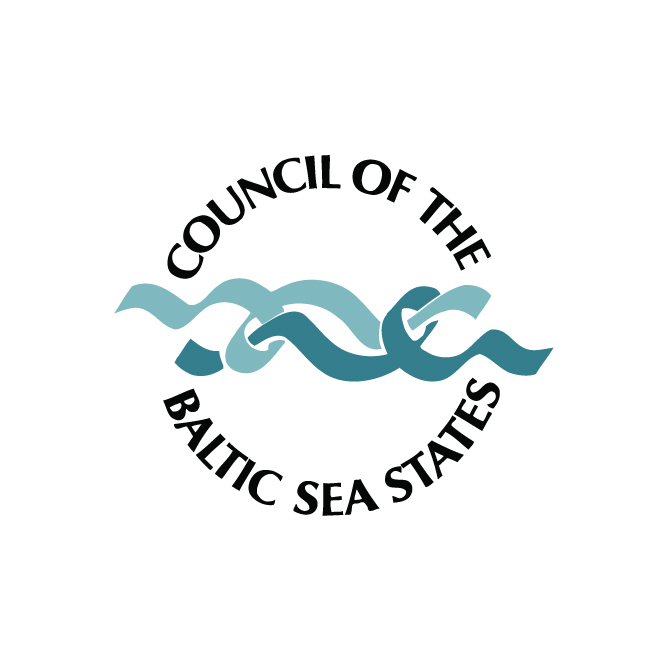
발트해 국가 이사회의 로고

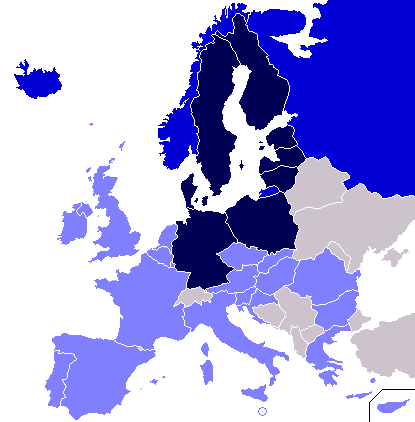
발트해 국가 이사회 회원국

발트해 국가 이사회(영어: Council of the Baltic Sea States, CBSS) 또는 발트해 연안국 협의회는 북유럽, 발트해 주변에 위치한 국가 간의 지역 협력체이다. 주로 환경, 경제 발전, 에너지, 교육, 문화, 지역 안보, 인권에 관한 협의를 진행한다. 1992년 덴마크 코펜하겐에서 설립되었다. 공용어는 영어이며 본부는 스웨덴 스톡홀름에 있다.

## 회원국

### 정회원국
- 덴마크
- 에스토니아
- 핀란드
- 독일
- 아이슬란드
- 라트비아
- 리투아니아
- 노르웨이
- 폴란드
- 러시아
- 스웨덴
- 유럽 연합

### 옵서버
- 벨라루스
- 프랑스
- 헝가리
- 이탈리아
- 네덜란드
- 루마니아
- 슬로바키아
- 스페인
- 우크라이나
- 영국
- 미국

## 같이 보기
- 북유럽 이사회
- 발트 의회
- 노르딕-발틱 에이트